# Gaoyang (ort i Kina, Sichuan Sheng, lat 32,31, long 106,25)
Gaoyang (kinesiska: 高阳) är en ort i Kina. Den ligger i provinsen Sichuan, i den sydvästra delen av landet, omkring 280 kilometer nordost om provinshuvudstaden Chengdu. Antalet invånare är 7 137. Befolkningen består av 3 525 kvinnor och 3 612 män. Barn under 15 år utgör 17,0 %, vuxna 15-64 år 70 %, och äldre över 65 år 12,0 %.
Runt Gaoyang är det ganska tätbefolkat, med 222 invånare per kvadratkilometer. Närmaste större samhälle är Jiachuan, 11,5 km söder om Gaoyang. I omgivningarna runt Gaoyang växer i huvudsak blandskog.
Genomsnittlig årsnederbörd är 1 312 millimeter. Den regnigaste månaden är juli, med i genomsnitt 346 mm nederbörd, och den torraste är december, med 2 mm nederbörd.